# Stanisław Tęczyński (prawnik)
Stanisław Tęczyński (ur. ok. 1887, zm. w kwietniu 1936 we Lwowie) – polski prawnik, urzędnik, oficer Wojska Polskiego.

## Życiorys
Ukończył studia prawnicze uzyskując tytuł magistra.
Po odzyskaniu przez Polskę niepodległości został przyjęty do Wojska Polskiego. Został awansowany do stopnia porucznika rezerwy piechoty ze starszeństwem z dniem 1 czerwca 1919. W 1923, 1924 był oficerem rezerwowym do 2 pułku piechoty Legionów (garnizon Sandomierz).
W okresie II Rzeczypospolitej sprawował stanowisko naczelnika okręgowego urzędu miar we Lwowie.
Zmarł na początku kwietnia 1936 we Lwowie w wieku 48 lat.

## Odznaczenia i ordery
- Krzyż Kawalerski Orderu Odrodzenia Polski.
- Złota Odznaka Honorowa Ligi Obrony Powietrznej i Przeciwgazowej I stopnia[1][6]